# ميروسلاف ستوبار
ميروسلاف ستوبار ، من مواليد 27 أغسطس 1941 ، حكم كرة قدم سوفييتي دولي سابق.
حكم في بطولة كأس العالم لكرة القدم 1982.

## روابط خارجية
- ميروسلاف ستوبار على موقع Soccerway.com (الإنجليزية)